# Beania inermis
Beania inermis är en mossdjursart som först beskrevs av Busk 1852.  Beania inermis ingår i släktet Beania och familjen Beaniidae.

## Underarter
Arten delas in i följande underarter:
- B. i. cryptophragma
- B. i. unicornis